# I-språket
I-språket (I-sprikit) är en blandning av ett konstgjort språk och en lek. Detta går ut på att man byter ut alla vokaler mot bokstaven "i". Exempelvis blir meningen "Nu ska jag ut och gå" till "Ni ski jig it ich gi" på i-språket. Man kan även använda andra vokaler.
På 1970-talet sjöng Trazan och Banarne en version av sången "Bä, bä, vita lamm", men med sångtexten på i-språket, vilket blev "Bi, bi, viti limm". I-språket har även förekommit i en sketch från Lorrygänget, Språklådan, där bland annat Gunilla Röör och Peter Dalle medverkar. Röör tycker att alla vokaler ska ersättas med i, bland annat eftersom skrivmaskinerna kan göras mindre.